# إميليو تشارلز جونيور
إميليو تشارلز جونيور (بالإسبانية: Emilio Charles)‏ هو مصارع محترف مكسيكي، ولد في 12 أكتوبر 1956 في مونتيري في المكسيك، وتوفي في 28 ديسمبر 2012 في مدينة مكسيكو في المكسيك بسبب قصور كلوي.

## روابط خارجية
- إميليو تشارلز جونيور على موقع CageMatch worker (الإنجليزية)
- إميليو تشارلز جونيور على موقع قاعدة بيانات المصارعة على الإنترنت (الإنجليزية)